# Butoiești (gmina)
Butoiești – gmina w Rumunii, w okręgu Mehedinți. Obejmuje miejscowości Arginești, Buicești, Butoiești, Gura Motrului, Jugastru, Pluta, Răduțești i Țânțaru. W 2011 roku liczyła 3344 mieszkańców.